# A Real Dead One
A Real Dead One – album koncertowy brytyjskiej grupy heavymetalowej Iron Maiden. Zawiera nagrania z koncertów zespołu w Europie granych w latach 1992/93. Na A Real Dead One znajdują się jedynie piosenki sprzed 1984, czyli z albumu Powerslave i wcześniejszych.
Okładka przedstawiająca maskotkę Iron Maiden – Eddiego – jako DJ-a w piekle została wykonana przez Dereka Riggsa.

## Lista utworów
1. „The Number of the Beast” – 4:54
  - Valbyhallen, Kopenhaga, Dania, 25 sierpnia 1992
2. „The Trooper” – 3:55
  - Helsingin Jäähalli, Helsinki, Finlandia, 27 sierpnia 1992
3. „Prowler” – 4:15
  - Palaghiacco, Rzym, Włochy, 30 kwietnia 1993
4. „Transylvania” – 4:25
  - Grughalle, Essen, Niemcy, 17 kwietnia 1993
5. „Remember Tomorrow" – 5:52
  - Grughalle, Essen, Niemcy, 17 kwietnia 1993
6. „Where Eagles Dare” – 4:49
  - Rijnhal, Arnhem, Holandia, 9 kwietnia 1993
7. „Sanctuary” – 4:53
  - Patinoire Du Littoral, Neuchâtel, Szwajcaria, 27 maja 1993
8. „Running Free” – 3:48
  - Patinoire Du Littoral, Neuchâtel, Szwajcaria, 27 maja 1993
9. „Run to the Hills” – 3:57
  - Vítkovice, Ostrawa, Czechy, 5 kwietnia 1993
10. „2 Minutes to Midnight” – 5:37
  - Élysée Montmartre, Paryż, Francja, 10 kwietnia 1993
11. „Iron Maiden” – 5:24
  - Helsingin Jäähalli, Helsinki, Finlandia, 27 sierpnia 1992
12. „Hallowed Be Thy Name” – 7:51
  - Stadion Olimpijski, Moskwa, Rosja, 4 czerwca 1993

Pod nazwami utworów podano miejsce i datę ich nagrania.

## Wykonawcy
- Bruce Dickinson – śpiew
- Dave Murray – gitara elektryczna
- Janick Gers – gitara elektryczna
- Steve Harris – gitara basowa
- Nicko McBrain – perkusja
- Michael Kenney – keyboard (gościnnie)